# Llista d'espècies de saltícids (T-U)
Llista de les espècies de saltícids per ordre alfabètic, de la lletra T a la U, descrites fins al 23 de maig del 2006.
- Per a les llistes d'espècies amb les altres lletres de l'alfabet, aneu a l'article principal: Llista d'espècies de saltícids.
- Per a la llista de tots els gèneres vegeu l'article Llista de gèneres de saltícids.

| Directori T U |

## Tacuna
Tacuna Peckham i Peckham, 1901
- Tacuna delecta Peckham i Peckham, 1901 (Brasil, Argentina)
- Tacuna minensis Galiano, 1995 (Brasil)
- Tacuna saltensis Galiano, 1995 (Argentina)
- Tacuna vaga (Peckham i Peckham, 1895) (Brasil)

## Taivala
Taivala Peckham i Peckham, 1907
- Taivala invisitata Peckham i Peckham, 1907 (Borneo)

## Talavera
Talavera Peckham i Peckham, 1909
- Talavera aequipes (O. P.-Cambridge, 1871) (Paleàrtic)
  - Talavera aequipes ludio (Simon, 1871) (Còrsega)
- Talavera aperta (Miller, 1971) (Bèlgica fins a Àsia central)
- Talavera esyunini Logunov, 1992 (Suècia, Finlàndia, Rússia)
- Talavera ikedai Logunov i Kronestedt, 2003 (Corea, Japó)
- Talavera inopinata Wunderlich, 1993 (França, Luxemburg, Suïssa, Alemanya)
- Talavera krocha Logunov i Kronestedt, 2003 (França fins a Àsia central)
- Talavera milleri (Brignoli, 1983) (Alemanya, República Txeca, Eslovàquia)
- Talavera minuta (Banks, 1895) (Rússia, Canadà, EUA)
- Talavera monticola (Kulczyn'ski, 1884) (Central, Migdia europeu)
- Talavera parvistyla Logunov i Kronestedt, 2003 (del nord, Europa central)
- Talavera petrensis (C. L. Koch, 1837) (Europa fins a Àsia central)
- Talavera sharlaa Logunov i Kronestedt, 2003 (Rússia)
- Talavera thorelli (Kulczyn'ski, 1891) (Paleàrtic)
- Talavera trivittata (Schenkel, 1963) (Rússia, Mongòlia, Xina)
- Talavera tuvensis Logunov i Kronestedt, 2003 (Rússia)

## Tamigalesus
Tamigalesus Zabka, 1988
- Tamigalesus munnaricus Zabka, 1988 (Sri Lanka)

## Tanna
Tanna Berland, 1938
- Tanna ornatipes Berland, 1938 (Noves Hèbrides)

## Tanybelus
Tanybelus Simon, 1902
- Tanybelus aeneiceps Simon, 1902 (Veneçuela)

## Tara
Tara Peckham i Peckham, 1886
- Tara anomala (Keyserling, 1882) (Nova Gal·les del Sud)
- Tara gratiosa (Rainbow, 1920) (Illes Lord Howe)
- Tara parvula (Keyserling, 1883) (Nova Gal·les del Sud)

## Taraxella
Taraxella Wanless, 1984
- Taraxella hillyardi Wanless, 1987 (Malàisia)
- Taraxella petrensis Wanless, 1987 (Sumatra)
- Taraxella reinholdae Wanless, 1987 (Borneo)
- Taraxella solitaria Wanless, 1984 (Borneo)
- Taraxella sumatrana Wanless, 1987 (Sumatra)

## Tariona
Tariona Simon, 1902
- Tariona albibarbis (Mello-Leitão, 1947) (Brasil)
- Tariona bruneti Simon, 1903 (Brasil)
- Tariona gounellei Simon, 1902 (Brasil)
- Tariona maculata Franganillo, 1930 (Cuba)
- Tariona mutica Simon, 1903 (Brasil)

## Tarne
Tarne Simon, 1885
- Tarne dives Simon, 1885 (Àfrica occidental)

## Tarodes
Tarodes Pocock, 1899
- Tarodes lineatus Pocock, 1899 (Nova Bretanya)

## Tasa
Tasa Wesolowska, 1981
- Tasa davidi (Schenkel, 1963) (Xina)
- Tasa nipponica Bohdanowicz i Prószynski, 1987 (Xina, Corea, Japó)

## Tatari
Tatari Berland, 1938
- Tatari multispinosus Berland, 1938 (Noves Hèbrides)

## Tauala
Tauala Wanless, 1988
- Tauala alveolatus Wanless, 1988 (Queensland)
- Tauala athertonensis Gardzinska, 1996 (Queensland)
- Tauala australiensis Wanless, 1988 (Queensland)
- Tauala daviesae Wanless, 1988 (Queensland)
- Tauala elongata Peng i Li, 2002 (Taiwan)
- Tauala lepidus Wanless, 1988 (Queensland)
- Tauala minutus Wanless, 1988 (Queensland)
- Tauala splendidus Wanless, 1988 (Queensland)

## Telamonia
Telamonia Thorell, 1887
- Telamonia agapeta (Thorell, 1881) (Nova Guinea)
- Telamonia annulipes Peckham i Peckham, 1907 (Borneo)
- Telamonia bombycina (Simon, 1902) (Borneo)
- Telamonia borreyi Berland i Millot, 1941 (Mali)
  - Telamonia borreyi minor Berland i Millot, 1941 (Mali)
- Telamonia caprina (Simon, 1903) (Xina, Vietnam)
- Telamonia coeruleostriata (Doleschall, 1859) (Amboina)
- Telamonia comosissima (Simon, 1885) (Congo)
- Telamonia cristata Peckham i Peckham, 1907 (Filipines)
- Telamonia dimidiata (Simon, 1899) (Índia, Bhutan, Sumatra)
- Telamonia dissimilis Próchniewicz, 1990 (Bhutan)
- Telamonia elegans (Thorell, 1887) (Birmània, Vietnam, Indonesia)
- Telamonia festiva Thorell, 1887 (Birmània fins a Java)
  - Telamonia festiva nigrina Simon, 1903 (Vietnam)
- Telamonia formosa (Simon, 1902) (Java)
- Telamonia hasselti (Thorell, 1878) (Birmània fins a Sulawesi)
- Telamonia laecta Próchniewicz, 1990 (Bhutan)
- Telamonia latruncula (Thorell, 1877) (Sulawesi)
- Telamonia leopoldi Roewer, 1938 (Nova Guinea)
- Telamonia luteocincta (Thorell, 1891) (Malàisia)
- Telamonia luxiensis Peng i cols., 1998 (Xina)
- Telamonia mandibulata Hogg, 1915 (Nova Guinea)
- Telamonia masinloc Barrion i Litsinger, 1995 (Filipines)
- Telamonia mundula (Thorell, 1877) (Sulawesi)
- Telamonia mustelina Simon, 1901 (Hong Kong)
- Telamonia parangfestiva Barrion i Litsinger, 1995 (Filipines)
- Telamonia peckhami Thorell, 1891 (Illes Lord Nicobar)
- Telamonia prima Próchniewicz, 1990 (Bhutan)
- Telamonia resplendens Peckham i Peckham, 1907 (Borneo)
- Telamonia scalaris (Thorell, 1881) (Moluques)
- Telamonia sikkimensis (Tikader, 1967) (Índia)
- Telamonia sponsa (Simon, 1902) (Sri Lanka)
- Telamonia trabifera (Thorell, 1881) (Nova Guinea)
- Telamonia trinotata Simon, 1903 (Guinea Equatorial)
- Telamonia trochilus (Doleschall, 1859) (Java)
- Telamonia vidua Hogg, 1915 (Nova Guinea)
- Telamonia virgata Simon, 1903 (Gabon)
- Telamonia vlijmi Prószynski, 1984 (Xina, Corea, Japó)

## Terralonus
Terralonus Maddison, 1996
- Terralonus banksi (Roewer, 1951) (EUA)
- Terralonus californicus (Peckham i Peckham, 1888) (EUA)
- Terralonus fraternus (Banks, 1932) (EUA)
- Terralonus mylothrus (Chamberlin, 1925) (EUA)
- Terralonus shaferi (Gertsch i Riechert, 1976) (EUA)
- Terralonus unicus (Chamberlin i Gertsch, 1930) (EUA)
- Terralonus versicolor (Peckham i Peckham, 1909) (EUA)

## Thammaca
Thammaca Simon, 1902
- Thammaca coriacea Simon, 1902 (Brasil)
- Thammaca nigritarsis Simon, 1902 (Perú, Brasil)

## Theriella
Theriella Braul i Lise, 1996
- Theriella bertoncelloi Braul i Lise, 2003 (Brasil)
- Theriella galianoae Braul i Lise, 1996 (Brasil)
- Theriella tenuistyla (Galiano, 1970) (Argentina)

## Thianella
Thianella Strand, 1907
- Thianella disjuncta Strand, 1907 (Java)

## Thiania
Thiania C. L. Koch, 1846
- Thiania abdominalis Zabka, 1985 (Vietnam)
- Thiania aura Dyal, 1935 (Pakistan)
- Thiania bhamoensis Thorell, 1887 (Birmània fins a Sumatra)
- Thiania cavaleriei Schenkel, 1963 (Xina)
- Thiania chrysogramma Simon, 1901 (Hong Kong)
- Thiania cupreonitens (Simon, 1899) (Sumatra)
- Thiania demissa (Thorell, 1892) (Indonesia)
- Thiania formosissima (Thorell, 1890) (Borneo)
- Thiania gazellae (Karsch, 1878) (Nova Guinea)
- Thiania humilis (Thorell, 1877) (Sulawesi)
- Thiania inermis (Karsch, 1897) (Hong Kong)
- Thiania jucunda Thorell, 1890 (Sumatra)
- Thiania luteobrachialis Schenkel, 1963 (Xina)
- Thiania pulcherrima C. L. Koch, 1846 (Sri Lanka, Vietnam, Malàisia, Sulawesi)
- Thiania sinuata Thorell, 1890 (Malàisia)
- Thiania suboppressa Strand, 1907 (Xina, Vietnam, Hawaii)
- Thiania subserena Simon, 1901 (Malàisia)
- Thiania viscaensis Barrion i Litsinger, 1995 (Filipines)

## Thianitara
Thianitara Simon, 1903
- Thianitara spectrum Simon, 1903 (Sumatra)

## Thiodina
Thiodina Simon, 1900
- Thiodina branicki (Taczanowski, 1871) (Veneçuela, Guyana, Guaiana Francesa)
- Thiodina candida Mello-Leitão, 1922 (Brasil)
- Thiodina cockerelli (Peckham i Peckham, 1901) (Hispaniola, Jamaica)
- Thiodina crucifera (F. O. P.-Cambridge, 1901) (Panamà)
- Thiodina germaini Simon, 1900 (Brasil, Argentina)
- Thiodina hespera Richman i Vetter, 2004 (EUA, Mèxic)
- Thiodina inerma Bryant, 1940 (Cuba)
- Thiodina melanogaster Mello-Leitão, 1917 (Brasil)
- Thiodina nicoleti Roewer, 1951 (Xile)
- Thiodina pallida (C. L. Koch, 1846) (Colòmbia fins a Argentina)
- Thiodina peckhami (Bryant, 1940) (Cuba)
- Thiodina pseustes Chamberlin i Ivie, 1936 (Panamà)
- Thiodina puerpera (Hentz, 1846) (EUA)
- Thiodina punctulata Mello-Leitão, 1917 (Brasil)
- Thiodina rishwani Makhan, 2006 (Surinam)
- Thiodina robusta Mello-Leitão, 1945 (Argentina)
- Thiodina setosa Mello-Leitão, 1947 (Brasil)
- Thiodina sylvana (Hentz, 1846) (EUA fins a Panamà)
- Thiodina vaccula Simon, 1900 (Perú, Brasil)
- Thiodina vellardi Soares i Camargo, 1948 (Brasil)

## Thiratoscirtus
Thiratoscirtus Simon, 1886
- Thiratoscirtus capito Simon, 1903 (Àfrica occidental, Bioko)
- Thiratoscirtus cinctus (Thorell, 1899) (Camerun)
- Thiratoscirtus fuscorufescens Strand, 1906 (Camerun)
- Thiratoscirtus niveimanus Simon, 1886 (Brasil)
- Thiratoscirtus patagonicus Simon, 1886 (Argentina)
- Thiratoscirtus torquatus Simon, 1903 (Àfrica occidental)
- Thiratoscirtus versicolor Simon, 1902 (Sierra Leone)

## Thorelliola
Thorelliola Strand, 1942
- Thorelliola biapophysis Gardzinska i Patoleta, 1997 (Amboina, Illes Banda)
- Thorelliola cyrano Szüts i De Bakker, 2004 (Nova Guinea)
- Thorelliola doryphora (Thorell, 1881) (Nova Guinea)
- Thorelliola dumicola Berry, Beatty i Prószynski, 1997 (Illes Carolina)
- Thorelliola ensifera (Thorell, 1877) (Malàisia fins a Cèlebes, Hawaii)
- Thorelliola glabra Gardzinska i Patoleta, 1997 (Illes Banda)
- Thorelliola javaensis Gardzinska i Patoleta, 1997 (Java)
- Thorelliola mahunkai Szüts, 2002 (Nova Guinea)
- Thorelliola monoceros (Karsch, 1881) (Illes Marshall)
- Thorelliola truncilonga Gardzinska i Patoleta, 1997 (Nova Guinea)

## Thyene
Thyene Simon, 1885
- Thyene aperta (Peckham i Peckham, 1903) (Àfrica occidental, Zimbabwe)
- Thyene australis Peckham i Peckham, 1903 (Sud-àfrica)
- Thyene bilineata Lawrence, 1927 (Namibia)
  - Thyene bilineata striatipes Lawrence, 1927 (Namibia)
- Thyene bivittata Xie i Peng, 1995 (Xina)
- Thyene bucculenta (Gerstäcker, 1873) (Àfrica oriental)
- Thyene chopardi Berland i Millot, 1941 (Niger)
- Thyene coccineovittata (Simon, 1885) (Àfrica occidental)
  - Thyene coccineovittata crudelis (Peckham i Peckham, 1903) (Sud-àfrica)
- Thyene corcula (Pavesi, 1895) (Etiòpia)
- Thyene coronata Simon, 1902 (Sud-àfrica)
- Thyene dakarensis (Berland i Millot, 1941) (Senegal)
- Thyene damarensis Lawrence, 1927 (Namibia)
- Thyene dancala Caporiacco, 1947 (Etiòpia)
- Thyene grassei (Berland i Millot, 1941) (Àfrica occidental)
- Thyene imperialis (Rossi, 1846) (Old World)
- Thyene inflata (Gerstäcker, 1873) (Africa, Madagascar)
- Thyene magdalenae Lessert, 1927 (Congo)
- Thyene natalii Peckham i Peckham, 1903 (Sud-àfrica, Mozambique)
- Thyene nigriceps (Caporiacco, 1949) (Kenya)
- Thyene ogdeni Peckham i Peckham, 1903 (Sud-àfrica)
  - Thyene ogdeni leighi (Peckham i Peckham, 1903) (Sud-àfrica)
  - Thyene ogdeni nyukiensis Lessert, 1925 (Àfrica oriental)
- Thyene orbicularis (Gerstäcker, 1873) (Àfrica oriental)
- Thyene orientalis Zabka, 1985 (Xina, Vietnam)
- Thyene phragmitigrada Metzner, 1999 (Grècia)
- Thyene pulchra Peckham i Peckham, 1903 (Sud-àfrica)
- Thyene punctiventer (Karsch, 1879) (Àfrica occidental)
- Thyene radialis Xie i Peng, 1995 (Xina)
- Thyene rubricoronata (Strand, 1911) (Illes Kei)
- Thyene scalarinota Strand, 1907 (Sud-àfrica)
- Thyene semiargentea (Simon, 1884) (Sudan, Uganda, Tanzània)
- Thyene sexplagiata (Simon, 1910) (São Tomé)
- Thyene similis Wesolowska i van Harten, 2002 (Socotra)
- Thyene splendida Caporiacco, 1939 (Etiòpia)
- Thyene strandi Caporiacco, 1939 (Etiòpia)
- Thyene striatipes (Caporiacco, 1939) (Àfrica oriental)
- Thyene subsplendens Caporiacco, 1947 (Àfrica oriental)
- Thyene tamatavi (Vinson, 1863) (Madagascar)
- Thyene thyenioides (Lessert, 1925) (Africa)
- Thyene triangula Xie i Peng, 1995 (Xina)
- Thyene varians Peckham i Peckham, 1901 (Madagascar)
- Thyene villiersi Berland i Millot, 1941 (Costa d'Ivori)
- Thyene vittata Simon, 1902 (Etiòpia, Sud-àfrica)
- Thyene yuxiensis Xie i Peng, 1995 (Xina)

## Thyenillus
Thyenillus Simon, 1910
- Thyenillus fernandensis Simon, 1910 (Bioko)

## Thyenula
Thyenula Simon, 1902
- Thyenula ammonis Denis, 1947 (Iemen)
- Thyenula armata Wesolowska, 2001 (Sud-àfrica)
- Thyenula aurantiaca (Simon, 1902) (Sud-àfrica)
- Thyenula juvenca Simon, 1902 (Sud-àfrica)
- Thyenula oranjensis Wesolowska, 2001 (Sud-àfrica)
- Thyenula sempiterna Wesolowska, 2000 (Zimbabwe)

## Titanattus
Titanattus Peckham i Peckham, 1885
- Titanattus cretatus Chickering, 1946 (Panamà)
- Titanattus notabilis (Mello-Leitão, 1943) (Brasil, Argentina)
- Titanattus novarai Caporiacco, 1955 (Veneçuela)
- Titanattus paganus Chickering, 1946 (Panamà)
- Titanattus pallidus Mello-Leitão, 1943 (Brasil)
- Titanattus pegaseus Simon, 1900 (Brasil)
- Titanattus saevus Peckham i Peckham, 1885 (Guatemala)

## Toloella
Toloella Chickering, 1946
- Toloella eximia Chickering, 1946 (Panamà)

## Tomocyrba
Tomocyrba Simon, 1900
- Tomocyrba barbata Simon, 1900 (Madagascar)
- Tomocyrba decollata Simon, 1900 (Madagascar)
- Tomocyrba holmi Prószynski i Zabka, 1983 (Kenya)
- Tomocyrba keinoi Prószynski i Zabka, 1983 (Kenya)
- Tomocyrba kikuyu Prószynski i Zabka, 1983 (Kenya)
- Tomocyrba masai Prószynski i Zabka, 1983 (Tanzània)
- Tomocyrba sjostedti Lessert, 1925 (Àfrica oriental)

## Toticoryx
Toticoryx Rollard i Wesolowska, 2002
- Toticoryx exilis Rollard i Wesolowska, 2002 (Guinea)

## Trite
Trite Simon, 1885
- Trite albopilosa (Keyserling, 1883) (Nova Gal·les del Sud, Victoria)
- Trite auricoma (Urquhart, 1886) (Nova Zelanda)
- Trite concinna Rainbow, 1920 (Illes Lord Howe, Illes Lord Norfolk)
- Trite gracilipalpis Berland, 1929 (Illes Loyalty)
- Trite herbigrada (Urquhart, 1889) (Nova Zelanda)
- Trite ignipilosa Berland, 1924 (Nova Caledònia)
- Trite lineata Simon, 1885 (Nova Caledònia)
- Trite longipalpis Marples, 1955 (Samoa, Tonga)
- Trite longula (Thorell, 1881) (Queensland)
- Trite mustilina (Powell, 1873) (Nova Zelanda)
- Trite ornata Rainbow, 1915 (Sud d'Austràlia)
- Trite parvula (Bryant, 1935) (Nova Zelanda)
- Trite pennata Simon, 1885 (Nova Caledònia)
- Trite planiceps Simon, 1899 (Nova Zelanda)
- Trite ponapensis Berry, Beatty i Prószynski, 1997 (Illes Carolina)
- Trite rapaensis Berland, 1942 (Rapa)
- Trite urvillei (Dalmas, 1917) (Nova Zelanda)
- Trite vulpecula (Thorell, 1881) (Queensland)

## Trydarssus
Trydarssus Galiano, 1995
- Trydarssus nobilitatus (Nicolet, 1849) (Xile)
- Trydarssus pantherinus (Mello-Leitão, 1946) (Paraguai, Argentina)

## Tullgrenella
Tullgrenella Mello-Leitão, 1941
- Tullgrenella corrugata Galiano, 1981 (Brasil)
- Tullgrenella didelphis (Simon, 1886) (Bolívia)
- Tullgrenella gertschi Galiano, 1981 (Brasil)
- Tullgrenella guayapae Galiano, 1970 (Argentina)
- Tullgrenella lunata (Mello-Leitão, 1944) (Argentina)
- Tullgrenella melanica (Mello-Leitão, 1941) (Argentina)
- Tullgrenella morenensis (Tullgren, 1905) (Argentina)
- Tullgrenella musica (Mello-Leitão, 1945) (Argentina)
- Tullgrenella peniaflorensis Galiano, 1970 (Xile)
- Tullgrenella quadripunctata (Mello-Leitão, 1944) (Argentina, Uruguai)
- Tullgrenella selenita Galiano, 1970 (Argentina)
- Tullgrenella serrana Galiano, 1970 (Argentina)
- Tullgrenella yungae Galiano, 1970 (Bolívia, Argentina)

## Tulpius
Tulpius Peckham i Peckham, 1896
- Tulpius gauchus Bauab i Soares, 1983 (Brasil)
- Tulpius hilarus Peckham i Peckham, 1896 (Guatemala)

## Tusitala
Tusitala Peckham i Peckham, 1902
- Tusitala barbata Peckham i Peckham, 1902 (Est Sud-àfrica)
  - Tusitala barbata longipalpis Lessert, 1925 (Etiòpia, Àfrica oriental)
- Tusitala discibulba Caporiacco, 1941 (Etiòpia)
- Tusitala guineensis Berland i Millot, 1941 (Guinea)
- Tusitala hirsuta Peckham i Peckham, 1902 (Zanzíbar)
- Tusitala lutzi Lessert, 1927 (Congo)
- Tusitala lyrata (Simon, 1903) (West, Central, Àfrica oriental)
- Tusitala proxima Wesolowska i Russell-Smith, 2000 (Tanzània)
- Tusitala unica Wesolowska i Russell-Smith, 2000 (Tanzània)
- Tusitala yemenica Wesolowska i van Harten, 1994 (Iemen)

## Tutelina
Tutelina Simon, 1901
- Tutelina elegans (Hentz, 1846) (EUA)
- Tutelina formicaria (Emerton, 1891) (EUA)
- Tutelina harti (Peckham, 1891) (EUA, Canadà)
- Tutelina iridea Caporiacco, 1954 (Guaiana Francesa)
- Tutelina purpurina Mello-Leitão, 1948 (Guyana)
- Tutelina rosenbergi Simon, 1901 (Equador)
- Tutelina similis (Banks, 1895) (EUA, Canadà)

## Tuvaphantes
Tuvaphantes Logunov, 1993
- Tuvaphantes arat Logunov, 1993 (Rússia)
- Tuvaphantes insolitus (Logunov, 1991) (Rússia)

## Tylogonus
Tylogonus Simon, 1902
- Tylogonus auricapillus Simon, 1902 (Equador)
- Tylogonus chiriqui Galiano, 1994 (Panamà)
- Tylogonus miles Simon, 1903 (Veneçuela)
- Tylogonus parabolicus Galiano, 1985 (Colòmbia)
- Tylogonus pichincha Galiano, 1985 (Equador)
- Tylogonus prasinus Simon, 1902 (Brasil)
- Tylogonus putumayo Galiano, 1985 (Colòmbia)
- Tylogonus vachoni Galiano, 1960 (Brasil)
- Tylogonus viridimicans (Simon, 1901) (Equador)

## Udalmella
Udalmella Galiano, 1994
- Udalmella gamboa Galiano, 1994 (Panamà)

## Udvardya
Udvardya Prószynski, 1992
- Udvardya elegans (Szombathy, 1915) (Nova Guinea)

## Uluella
Uluella Chickering, 1946
- Uluella formosa Chickering, 1946 (Panamà)

## Uroballus
Uroballus Simon, 1902
- Uroballus henicurus Simon, 1902 (Sri Lanka)
- Uroballus octovittatus Simon, 1902 (Sri Lanka)
- Uroballus peckhami Zabka, 1985 (Vietnam)

## Uspachus
Uspachus Galiano, 1995
- Uspachus albipalpis (Taczanowski, 1878) (Perú, Equador, Bolívia)
- Uspachus andinus (Taczanowski, 1878) (Perú)
- Uspachus bahiensis Galiano, 1995 (Brasil)
- Uspachus colombianus Galiano, 1995 (Panamà, Colòmbia)
- Uspachus juquiaensis Galiano, 1995 (Brasil)
- Uspachus ministerialis (C. L. Koch, 1846) (Panamà, Colòmbia, Veneçuela)
- Uspachus misionensis Galiano, 1995 (Paraguai, Argentina)
- Uspachus patellaris Galiano, 1995 (Bolívia, Brasil)

## Uxuma
Uxuma Simon, 1902
- Uxuma impudica Simon, 1902 (Gabon)